# Super Dragon Ball Heroes (serie animata)
Super Dragon Ball Heroes (スーパードラゴンボールヒーローズ?, Sūpā Doragon Bōru Hīrōzu) è una serie ONA basata sul videogioco Dragon Ball Heroes prodotta da Bandai e, per le prime tre stagioni, Toei Animation. È stata pubblicata su YouTube tramite il canale ufficiale del videogioco dal 2018 al 2024.

## Nuovi personaggi
Oltre ai personaggi principali delle varie opere di Dragon Ball, in Super Dragon Ball Heroes compaiono:
- Xeno Goku (孫悟空 ：ゼノ?, Son Gokū: Zeno): è una nuova incarnazione di Son Goku proveniente da una diversa linea temporale, oltre che membro della Pattuglia Temporale (タイムパトロール?, Taimu Patorōru). È in grado di trasformarsi in Super Saiyan 4, proprio come Son Goku in Dragon Ball GT.
- Xeno Vegeta (ベジータ：ゼノ?, Bejīta: Zeno): è una nuova incarnazione di Vegeta proveniente da una diversa linea temporale, oltre che membro della Pattuglia Temporale. È in grado di trasformarsi in Super Saiyan 4, proprio come Vegeta in Dragon Ball GT.
- Xeno Vegeth (ベジット：ゼノ?, Bejītto: Zeno): è la fusione con gli orecchini Potara tra Xeno Goku e Xeno Vegeta. Può trasformarsi in Super Saiyan 4.
- Fu (フュー?, Fyū): è un demone e creatore del Pianeta Prigione, dove ha intrappolato guerrieri provenienti da diversi luoghi e linee temporali per i suoi misteriosi esperimenti. Il suo nome deriva dalla parola future (futuro).
- Cumber (カンバ―?, Kanbā): è un Saiyan malvagio imprigionato sul Pianeta Prigione da Fu. Come per gli altri Saiyan, il suo nome è un gioco di parole che fa riferimento a quello di un ortaggio, in questo caso Cumber si riferisce al termine inglese per il cetriolo (cucumber).
- Hearts (ハーツ?, Hatsu): è un guerriero che intende spodestare Zeno sfruttando il potere del Seme dell'Universo.
- Rags (ラグス?, Ragusu): è una seguace di Hearts e possiede poteri legati ai cristalli.
- Oren (オレン?) e Kamin (カミン?): sono due fratelli della razza Tsufuru provenienti dal Sesto Universo. Possiedono tutti i poteri di Baby, uno degli antagonisti di Dragon Ball GT, e possono fondersi insieme per dar vita a Kamioren (カミオレン?). Questa fusione assume dei connotati mostruosi dopo che Hearts gli fa dono del Seme dell'Universo, fornendogli così un'enorme quantità di energia.

## Distribuzione
La serie è stata annunciata il 20 maggio 2018 nel numero di luglio di V Jump. Conta quattro stagioni tratte dalla storia originale del videogioco.
La prima stagione, di venti episodi, è stata pubblicata tra il 1º luglio 2018 e il 23 febbraio 2020. Adatta le storie Kangoku Wakusei-hen (監獄惑星編?) e Uchū sōran-hen (宇宙争乱編?), uscito a parti negli aggiornamenti della serie Universe Mission dal marzo 2018 al gennaio 2020. Il primo episodio ha ricevuto una proiezione nello stesso giorno della pubblicazione online presso l'Aeon Lake Town di Koshigaya. L'episodio conclusivo funge da speciale e si basa sulla storia Ankoku Ō Mechikabura-hen (暗黒王メチカブラ編?) conclusasi in concomitanza con Uchū sōran-hen.
La seconda stagione reca il sottotitolo Big Bang Mission (ビッグバンミッション?, Bigguban misshon), in quanto traspone gli eventi di due storie originali dell'omonima serie di aggiornamenti: Uchū sōsei-hen (宇宙創生編?) e Shinjikū taisen-hen (新時空大戦編?), distribuite dal marzo 2020 al gennaio 2022. Conta venti episodi ed è stata pubblicata tra il 5 marzo 2020 e il 18 dicembre 2021. Comprende anche un episodio speciale, il ventinovesimo, come parte dei festeggiamenti per il decimo anniversario del videogioco.
La terza stagione, sottotitolata Ultra God Mission (ウルトラゴッドミッション?, Urutora goddo misshon), si compone di dieci episodi usciti tra il 23 febbraio 2022 e il 24 agosto 2023. Adatta la storia Toki no Kaiōshin-hen (時の界王神編?), pubblicata dal marzo 2022 al settembre 2023 come parte delle espansioni della serie omonima.
La quarta e ultima stagione, dal sottotitolo Meteor Mission (メテオミッション?, Meteo misshon), conta sei episodi ed è stata pubblicata dal 22 ottobre 2023 all'8 agosto 2024. Traspone gli eventi della storia Ma no shinryakusha-hen (魔の侵略者編?), pubblicato negli aggiornamenti dell'omonima serie tra il novembre 2023 e l'agosto 2024. Diversamente dalle stagioni precedenti, è animata in computer grafica tridimensionale.

## Episodi

### Prima stagione (2018-2020)
| Nº                              | Titolo italiano (traduzione letterale) Giapponese 「Kanji」 - Rōmaji | In onda           | In onda |
| Nº                              | Titolo italiano (traduzione letterale) Giapponese 「Kanji」 - Rōmaji | Giapponese        |         |
| Kangoku Wakusei-hen (6 episodi) | |                   |         |
| 1                               | Goku VS Goku! Inizia una battaglia trascendente sul Pianeta Prigione! 「悟空vs悟空！監獄惑星で超絶バトル開幕！」 - Gokū Bāsasu Gokū! Kangoku wakusei de chōzetsu Batoru kaimaku! | 1º luglio 2018    |         |
| 1                               | Trunks giunge dal futuro per allenarsi con Goku e Vegeta, ma all'improvviso scompare senza lasciare traccia. Arriva Mai insieme a uno strano individuo di nome Fu e racconta che il ragazzo è intrappolato in uno spazio tra gli universi che viene chiamato Pianeta Prigione. |                   |         |
| 2                               | Goku si infuria! Arriva il Saiyan malvagio! 「暴走した悟空！悪のサイヤ人大暴れ！！」 - Bōsō shita Gokū! Aku no Saiya-jin ō abare!! | 16 luglio 2018    |         |
| 2                               | Cooler, fratello di Freezer, è in grado, come suo fratello, di trasformarsi in Golden Cooler. Goku entrerà in uno stato psichico confusionale diventando pericoloso e violento dopo essere entrato in contatto con il Ki negativo del Saiyan malvagio liberatosi dalla sua prigionia e attaccherà i suoi alleati. |                   |         |
| 3                               | Lo splendore più potente! Vegeth blu Kaiohken esplode! 「最強の輝き！ベジットブルー界王拳炸裂！」 - Saikyō no kagayaki! Bejītto burū Kaiō-ken sakuretsu! | 6 settembre 2018  |         |
| 3                               | Il Saiyan malvagio chiamato Cumber ha rivelato la sua vera forma e, per sconfiggerlo, Goku, che è tornato in sé grazie all'intervento di Golden Cooler, e Vegeta si uniscono con gli orecchini Potara, dando vita al Vegeth blu, che è in grado di usare persino il Kaiohken. |                   |         |
| 4                               | Rabbia! Appare Super Fu! 「激昂！超フュー登場！」 - Gekikō! Sūpā Fyū tōjō! | 27 settembre 2018 |         |
| 4                               | Lo scontro tra Vegeth e Cumber è tanto intenso che il Saiyan malvagio decide di creare, con sorpresa di tutti, una luna artificiale per trasformarsi in uno Scimmione dorato. Lo scontro continua ma, mentre Cumber lancia un raggio, la fusione si scioglie e Goku e Vegeta si trovano alle strette. Cumber è diventato incontrollabile tanto da distruggere letteralmente il cielo. Fu, avendo paura che il Saiyan possa causare ulteriori danni al Pianeta Prigione, decide di intervenire e, trasformatosi in Super Fu, assorbe l'energia della luna artificiale di Cumber e la convoglia nella sua spada; con un colpo fulmineo, Fu fa regredire Cumber al suo stato originario e, prima che qualcuno possa colpirlo, ritorna alla base dove invita i combattenti a continuare. |                   |         |
| 5                               | Il guerriero più potente! Vegeth Super Saiyan 4!! 「最強の戦士！超サイヤ人4ベジット！！」 - Saikyō no senshi! Sūpā Saiya-jin fō Bejītto!! | 28 ottobre 2018   |         |
| 5                               | Goku Super Saiyan God non si rivela sufficiente per sconfiggere Cumber e finisce al tappeto. Nel frattempo, Fu è tornato al suo laboratorio ma lo trova completamente distrutto. Quando per Goku sembra sia arrivata la fine, intervengono Xeno Goku e Xeno Vegeta. I due pattugliatori temporali si fondono e danno vita a Xeno Vegeth, che si rivela essere superiore al Saiyan malvagio. il Pianeta Prigione subisce molti danni e, durante l'ultimo scontro fra i colpi di energia dei Saiyan, la fusione termina e Cumber sembra essersi sigillato all'interno di una sfera di energia. Fu arriva sul campo di battaglia e, intuendo che sia colpa dei pattugliatori se il laboratorio è stato distrutto, si infuria e si ritrasforma in Super Fu per dargli la punizione che meritano. |                   |         |
| 6                               | Ci penso io!! Attivazione! Ultra Istinto! 「オラがケリをつける！！発動！身勝手の極意！」 - Ora ga keri o tsukeru!! Hatsudō! Migatte no gokui! | 22 dicembre 2018  |         |
| 6                               | Super Fu ingaggia uno scontro con Xeno Goku e Xeno Vegeta; il demone, vedendo il pianeta sul punto di crollare, scappa inseguito da Golden Cooler. Cumber ritorna sul campo di battaglia e cerca di sconfiggere i combattenti rimasti con un colpo di energia gigante ma, dopo essere rimasto svenuto fino a quel momento, Goku blocca l'attacco e sblocca di nuovo l'Ultra Istinto. Xeno Goku mette tutti in salvo con il suo teletrasporto mentre Goku rimane a combattere con Cumber e lo mette KO. Dopo lo scontro, Goku torna normale ma all'improvviso appare Zamasu Fuso con altri loschi individui e porta Cumber con sé prima che il pianeta esploda. |                   |         |
| Uchū sōran-hen (13 episodi)     | |                   |         |
| 7                               | Zamasu è resuscitato?! Si alza il sipario sull'arco del conflitto universale! 「ザマスが 復活！？宇宙争乱編開幕！」 - Zamasu ga fukkatsu!? Uchū sōran-hen kaimaku! | 10 gennaio 2019   |         |
| 7                               | Xeno Goku porta tutti in salvo sul pianeta di Beerus; avendo fermato i piani di Fu, Xeno Goku e Xeno Vegeta tornano nella loro era. All'improvviso compare il Kaiohshin del Sesto Universo che chiede aiuto a Vegeta dato che il Sesto Universo è sotto attacco e tutti gli Dei della distruzione sono scomparsi. Vegeta e Trunks partono per il Sesto Universo e assistono a uno scenario desolante: il Sesto Universo è raso al suolo, Cabba e Hit sono allo stremo delle forze mentre Caulifla e Kale combattono contro i due fratelli Oren e Kamin, macchine mutanti Tsufuru del Sesto Universo. Ad osservarli c'è un losco individuo, Hearts che, vedendo Zamasu (riportato in vita) impaziente di partecipare allo scontro, consiglia al Kaiohshin di partecipare non appena avranno ucciso Zeno. |                   |         |
| 8                               | L'invasione del peggiore dei nemici! Il Sesto Universo viene demolito! 「最強最悪の戦士襲来！壊滅する第6宇宙」 - Saikyō saiaku no senshi shūrai! Kaimetsu suru dai roku uchū! | 24 febbraio 2019  |         |
| 8                               | La battaglia continua e i due Tsufuru decidono di sfruttare Caulifla e Kale per combattere e movimentare le cose; così, Oren entra nel corpo di Caulifla e Kamin nel corpo di Kale. La battaglia continua e i due gemelli spiegano di essere stati creati dagli scienziati della loro razza, destinati a essere le forme di vita perfette ma vennero ripudiati perché temuti dal loro popolo; dopo il vano tentativo di distruggerli, i due fratelli scapparono. Hit si riunisce allo scontro insieme a Trunks e, grazie a uno stratagemma, riesce a far colpire Caulifla e Kale dal Lampo finale di Vegeta obbligando Oren e Kamin a scappare prima di venire colpiti. All'improvviso, una forza gravitazionale spinge tutti i guerrieri al suolo: il responsabile è Hearts, il capo dei Core Area Warriors, guerrieri che mirano a uccidere Zeno, gli Dei della distruzione e i Kaiohshin. Hearts crea un cubo con la quale distrugge un pianeta vicino; desideroso di terminare l'opera, cerca di usare altri cubi per eliminare i guerrieri del Sesto Universo ma viene fermato dai gemelli Tsufuru desiderosi di continuare. Vedendo ciò, Hearts invita Zamasu a cercare il guerriero più forte insieme a lui e, grazie alla sua telepatia, scopre da Hit che il guerriero più forte è Jiren. Nel frattempo, Jiren si prepara a fronteggiare Cumber nel suo pianeta mentre Goku (sopravvissuto all'esplosione del Pianeta Prigione) si prepara ad essere addestrato dal Gran Sacerdote. |                   |         |
| 9                               | Goku è resuscitato!! Il più forte contro il più forte! 「悟空復活！！衝突する最強と最強！」 - Gokū fukkatsu!! Shōtotsu suru saikyō to saikyō! | 7 marzo 2019      |         |
| 9                               | Vegeta e Trunks arrivano nell'Undicesimo Universo e vedono che i Core Area Warriors sono già arrivati e hanno causato danni. Una luce abbagliante travolge i due Saiyan e Oren sfrutta il momento per entrare nel corpo di Vegeta. Nel frattempo, Jiren lotta contro Cumber: i due sembrano essere alla pari ma quando il Saiyan sfrutta il Super Saiyan alla massima potenza, Cumber sembra passare in testa. Hearts interviene e manda Kamba nel Terzo Universo lasciando Jiren a Oren, Kamin e Zamasu. Nel bel mezzo dello scontro, arriva Goku, scortato dal Gran Sacerdote, salva Trunks da un attacco di Oren usando l'Ultra Istinto. Nello shock generale, Goku attacca Oren e lo costringe ad abbandonare il corpo di Vegeta. |                   |         |
| 10                              | Contrattacco! Attacco feroce! Goku e Vegeta! 「反撃！猛攻！悟空とベジータ！」 - Hangeki! Mōkō! Gokū to Bejīta! | 18 aprile 2019    |         |
| 10                              | Dopo aver liberato il corpo di Vegeta dal controllo di Oren, Goku affronta Hearts. Oren e Kamin attaccano di nuovo Goku ma, quest'ultimo, riesce facilmente a sopraffarli entrambi. Rendendosi conto che non possono battere Goku separatamente, i due si fondono in "Kamioren" per affrontarlo. Nel frattempo, Jiren lancia una forte esplosione di energia a Zamasu ma, quest'ultimo, sopravvive incolume grazie alla sua immortalità. Mentre Goku sta vincendo contro Kamioren, Hearts usa i suoi poteri per lanciare un cristallo dal Seme dell'Universo a Goku. Incapace di mantenere la sua forma sotto la pressione del potere di Goku e del Seme dell'Universo, il cristallo si frantuma e si rivela essere chiamato "Lagss", l'ultimo membro della banda di Hearts. Goku perde l'Ultra istinto e ritorna alla sua forma base, sfinito dallo sforzo di bloccare il cristallo. Lagss usa, quindi, i pezzi rotti del cristallo per ferirlo, riuscendo, poi, a farlo svenire. Con Goku incosciente e incapace di continuare la lotta, Vegeta fa evolvere il suo Super Saiyan blu e si prepara a combattere Kamioren. |                   |         |
| 11                              | Una tremenda battaglia! L'Undicesimo universo è allo scontro decisivo! 「激闘！第11宇宙頂上決戦！」 - Gekitō! Dai jūichi uchū chōjō kessen! | 9 maggio 2019     |         |
| 11                              | Vegeta inizia a combattere contro Kamioren e sembra avere la meglio. Lagss tenta di finire Goku ma Trunks interviene e la colpisce. Vegeta lancia il suo Lampo finale contro Kamioren costringendo Kamin e Oren a separarsi. Nel frattempo, Jiren continua a sopraffare Zamasu e lo ferisce, ma le ferite di Zamasu guariscono rapidamente. Lagss attacca Trunks con i suoi cristalli ma Goku lo protegge e subendo l'attacco al posto suo. Hearts interviene e invia Lagss a unirsi a Cumber nel Terzo Universo, prima di affrontare Goku. Leggendo la mente di Goku, Hearts scopre che non ha ancora perfezionato l'Ultra istinto ma decide di provare ad estrarre tutto il potere di Goku in modo da poterlo sconfiggere al massimo. Goku, Trunks e Vegeta attaccano i rispettivi avversari ma Hearts usa i suoi poteri psichici per immobilizzarli. Goku inizia a combattere per resistere ai poteri di Hearts ma il Kaiohshin del Settimo Universo appare all'improvviso e salva i tre Saiyan. Hearts dice di aver assorbito abbastanza energia dall'Undicesimo Universo e che è ora che passino al loro prossimo obiettivo. Jiren cerca di intercettarli ma Hearts lo intrappola temporaneamente all'interno di un cubo di cristallo così da scappare. Nel frattempo, Fu è nascosto in un nuovo laboratorio e, oltre ad aver osservato le recenti battaglie, è riuscito a trasformare Cooler in un robot al suo servizio.                                                              |                   |         |
| 12                              | I Super Guerrieri si riuniscono! La battaglia decisiva del Settimo universo! 「超戦士集結！決戦の第7宇宙！」 - Chō senshi shūketsu! Kessen no dai nana uchū! | 22 giugno 2019    |         |
| 12                              | Hearts, Zamasu, Oren e Kamin arrivano al Settimo Universo per cercare di distruggerlo ma Goku, Vegeta, Piccolo, N° 17 e Trunks sono già lì e pronti a fermarli. Oren e Kamin si dirigono verso Vegeta ma, mentre Oren tenta di attaccare Vegeta, N° 17 lo salva mentre Piccolo impedisce a Kamin di attaccare. N° 17 e Piccolo combattono contemporaneamente contro Oren e Kamin mentre Trunks combatte contro Zamasu. Goku fa fatica ad alzarsi, messo a terra dall'abilità di Hearts di manipolare la gravità. Nel frattempo, nel Terzo Universo, Cooler (trasformato in "Metal Cooler" da Fu) ha messo al tappeto Lagss e sta combattendo Cumber. Alla fine, Cooler diventa "Golden Metal Cooler" e sconfigge Cumber lanciandogli 3 delle sue Supernove contemporaneamente; il colpo ha decisamente effetto ma l'eccessiva quantità di energia sprigionata, fa surriscaldare Metal Cooler che è costretto a scappare. Nel Settimo Universo, invece, Oren e Kamin si fondono in Kamioren mentre Hearts si prepara a combattere con Goku. |                   |         |
| 13                              | Super Hearts entra in scena! Una battaglia sconvolgente! 「超ハーツ参戦！大地揺るがす全開バトル！」 - Sūpā Hātsu sansen! Daichi yurugasu zenkai batoru! | 11 luglio 2019    |         |
| 13                              | Dopo essersi potenziato, Hearts attacca Goku e la loro battaglia si intensifica con Hearts che mantiene il vantaggio fino a quando Goku non si trasforma in Super Saiyan blu, portando lo scontro alla pari. Tuttavia, entrambi riconoscono che nessuno dei due sta ancora combattendo seriamente. Nel frattempo, Trunks e Vegeta continuano la loro battaglia con Zamasu, mentre N° 17 e Piccolo sono in grado di mettere Kamioren in difficoltà, con N° 17 che trattiene i loro attacchi mentre Piccolo carica un Cannone dell'anima speciale che li ferisce. Tuttavia, Kamioren si rigenera e si infuria pensando all'idea di non essere imbattibile. Hearts si rialza e usa, di nuovo, la sua abilità per immobilizzare Goku; Goku, questa volta, è in grado di resistere e Hearts, alle strette, si potenzia ulteriormente in "Super Hearts". |                   |         |
| 14                              | La minaccia del seme dell'universo! La furia di Kamioren!! 「宇宙の種の脅威！カミオレン暴走！！」 - Uchū no tane no kyōi! Kamioren bōsō!! | 28 luglio 2019    |         |
| 14                              | Dopo essersi potenziato, Hearts usa i cristalli del Seme dell'Universo per aumentare la sua forza e sconfigge Goku con un solo colpo. Nel frattempo, Piccolo e N° 17 sono in grado di mantenersi ancora in vantaggio contro Kamioren; Kamioren sembra essere spacciato, fino a quando Hearts decide di aiutarli, riducendo il Seme dell'Universo in piccole dimensioni e impiantandolo in Kamioren, facendoli subire una mostruosa trasformazione che aumenta ulteriormente il loro potere. In questo stato, Kamioren sconfigge facilmente Piccolo e N° 17, costringendo Vegeta e Trunks ad aiutarli. Tutti e quattro i combattenti attaccano Kamioren insieme ma senza successo. Kamioren sta per finire Vegeta ma Goku lo aiuta riottenendo l'Ultra istinto, che gli permette di resistere facilmente agli attacchi di Kamioren. |                   |         |
| 15                              | Sconfiggi Kamioren! Travolgente! Ultra Istinto! 「ぶっとべカミオレン！圧倒！身勝手の極意!」 - Buttobe Kamioren! Attō! Migatte no gokui! | 5 settembre 2019  |         |
| 15                              | La battaglia inizia con Goku potenziato con l'Ultra istinto. Kamioren, non consapevole del suo potere, lancia un attacco al Saiyan ma, quest'ultimo, lo schiva senza problemi e contrattacca. Dopo numerosi attacchi da parte di Kamioren, Goku decide di concludere lo scontro con una Kamehameha che distrugge Kamioren definitivamente. Goku perde l'Ultra istinto e Hearts ritorna in possesso del Seme dell'Universo e lo assorbe. |                   |         |
| 16                              | Zamasu contro il Settimo universo! La fine delle ambizioni!! 「ザマスVS第7宇宙！野望の結末！」 | 10 ottobre 2019   |         |
| 16                              | Vegeta e gli altri tentano di attaccare Hearts mentre assorbe il Seme dell'Universo, ma Zamasu interviene e devia i loro attacchi. Zamasu mette rapidamente al tappeto Vegeta, Trunks, Piccolo e N° 17, e Goku rimane l'unico pronto a contrattaccare ma si rivela tutto inutile. Quando per Goku sembra la fine, Jiren e Hit arrivano per salvarlo e si uniscono alla lotta, essendo stati inviati dai Kaiohshin dei loro rispettivi universi per affrontare Hearts e i suoi alleati. Goku, Jiren e Hit stanno per attaccare di nuovo Zamasu, quando Hearts emerge improvvisamente dal suo cristallo, dopo aver assimilato il Seme dell'Universo nel suo corpo e assorbito il suo potere per se stesso. Con il suo nuovo potere, immobilizza facilmente Zamasu e lo cancella completamente dopo aver affermato che il suo obiettivo è quello di distruggere tutti gli dei. Il Gran Sacerdote avverte la morte di Zamasu ed è turbato, poiché Hearts si proclama "l'Ammazza-dei". |                   |         |
| 17                              | Lo sterminatore degli dei! È nato Hearts! 「究極の神殺し！ハーツ誕生！」 - Kyūkyoku no kamigoroshi! Hātsu tanjō! | 27 ottobre 2019   |         |
| 17                              | Hearts lancia un attacco simultaneo agli avversari che lottano per reagire. Goku sta per diventare Super Saiyan blu ma Hearts glielo impedisce. Quest'ultimo, quindi, altera la gravità per cercare di sconfiggere i combattenti. Hit e Jiren, però, continuano lo scontro e Goku suggerisce che lui e Vegeta dovrebbero fondersi in Gogeta. Gli altri combattenti cercano di temporeggiare, Goku e Vegeta riescono nel loro intento e Gogeta si prepara a combattere Hearts. |                   |         |
| 18                              | La resa dei conti! Gogeta VS Hearts! 「超決戦！ゴジータVSハーツ！」 - Chō kessen! Gojīta Bāsasu Hātsu! | 22 dicembre 2019  |         |
| 18                              | Gogeta si trasforma in Super Saiyan blu e dimostra di essere un avversario all'altezza di Hearts riuscendo apparentemente a metterlo in difficoltà. Tuttavia, l'infido Hearts, invece di scomporsi, diventa una furia e decide di usare i suoi poteri per far precipitare sulla Terra un enorme meteorite rivestito della sua energia. Gogeta però non sembra preoccupato e si prepara a rispondere. |                   |         |
| 19                              | Conclusione definitiva! Il conflitto universale ha fine! 「完全決着！宇宙争乱のゆくえ！」 - Kanzen ketchaku! Uchū sōran no yukue! | 9 gennaio 2020    |         |
| 19                              | Gogeta lancia un colpo di energia all'enorme meteorite lanciato da Hearts riuscendo però soltanto ad arrestarne la caduta per pochi secondi. La fusione Saiyan decide quindi di contrattaccare con una Kamehameha senza riuscire ancora a distruggere il meteorite. Vedendolo in difficoltà, Hit e Jiren uniscono le loro forze a quelle di Gogeta riuscendo così a distruggere il meteorite mentre Piccolo, Trunks e N° 17 si occupano di distruggerne i frammenti. Con un ultimo scatto e dopo uno scambio di colpi, Gogeta da un pugno al petto di Hearts distruggendo il Seme dell'Universo che sporgeva fuori; prima di disintegrarsi, Hearts ammette di aver attuato il suo piano poiché Zeno distrugge gli universi per capriccio e voleva liberare tutti dalla costante paura di venire cancellati, ma si ritiene comunque soddisfatto avendo visti i due Saiyan andare sempre oltre i loro limiti, caratteristica degli umani che lui ha sempre apprezzato. Mentre i Guerrieri Z salutano Jiren e Hit, Fu, nascosto nella sua base segreta ad osservare l'intera vicenda, è pronto ad attuare un nuovo piano grazie alle informazioni ricavate da Hearts e dal suo Seme dell'Universo. |                   |         |
| 20                              | Battaglia decisiva! I pattugliatori del tempo contro il Signore dell'Oscurità 「決戦！タイムパトロールVS暗黒王」 - Kessen! Taimu patorōru buiesu ankokuō | 23 febbraio 2020  |         |
| 20                              | In un'altra linea temporale, si è scatenata una guerra tra la Pattuglia Temporale e un malefico esercito del Regno dei Demoni Oscuri, guidato dal Re Oscuro Mechikabura. II conflitto tra loro ha raggiunto la sua battaglia finale, poiché il Kaiohshin del Tempo e una squadra di Pattugliatori Temporali (composto dalle controparti Xeno di Goku, Vegeta, Gohan, Goten, Pan e Trunks del futuro) hanno invaso il Regno dei Demoni a lottare contro Mechikabura una volta per tutte. Super Saiyan God Xeno Trunks e Super Saiyan 4 Xeno Vegeth stanno combattendo contro Mechikabura, mentre gli altri guardano. Xeno Vegeth sopraffà Mechikabura, mentre il Kaiohshin del Tempo rafforza la mistica Parola Chiave di Xeno Trunks con la sua magia, permettendogli di ferire Mechikabura. II Kaiohshin del Tempo usa quindi la sua magia per sigillare il terribile Mechikabura, mentre il suo magico compagno di uccelli Toki- Toki usa la propria magia per spazzare via l'oscurità del Reame dei Demoni e distruggere il palazzo dei demoni. II Kaiohshin del Tempo ringrazia i Pattugliatori temporali per il loro aiuto e tornano a casa trionfanti. Tuttavia, viene rivelato che poco prima della distruzione del Reame dei Demoni, la regina Towa e il suo servo Mira mandarono il figlio di Towa nel time stream per salvargli la vita, e il bambino, tuttavia, si rivelò essere una versione giovane di Fu.                                                                      |                   |         |

### Seconda stagione (2020-2021)
| Nº                              | Titolo italiano Giapponese 「Kanji」 - Rōmaji | In onda           | In onda |
| Nº                              | Titolo italiano Giapponese 「Kanji」 - Rōmaji | Giapponese        |         |
| Uchū sōsei-hen (11 episodi)     | |                   |         |
| 21                              | L'invasione degli Dei della distruzione! Ha inizio una nuova battaglia! 「破壊神襲来！新たなる戦いの幕開け」 - Hakaishin shūrai! Aratanaru tatakai no makuake | 5 marzo 2020      |         |
| 21                              | Nella base del tempo, quartier generale della Pattuglia Temporale, il Kaiohshin del Tempo informa Xeno Trunks e Xeno Pan che il mistico uccello Toki-Toki è scomparso. Manda così i due a recuperarlo e nel frattempo Toki-Toki appare sulla Terra nella linea temporale principale, dove Goku lo trova mentre si allena con Vegeta e gli altri. Xeno Trunks e Xeno Pan arrivano sul luogo e spiegano che la sua esistenza è molto importante per il funzionamento interno del multiverso. Improvvisamente appaiono tutti e dodici gli Dei della distruzione e Beerus tenta di eliminare Toki-Toki, ma questi annulla l'attacco con la sua magia. Goku chiede a Beerus delle spiegazioni e questi afferma di aver avuto una premonizione che un misterioso uccello sarebbe apparso nel Settimo Universo con l'obiettivo di distruggere il multiverso. Xeno Pan riporta Toki-Toki indietro nella base del tempo, mentre le restanti divinità vogliono abbattere i mortali ma Beerus li ferma sostenendo che vuole occuparsene personalmente. Goku, Vegeta, Xeno Trunks e gli altri si potenziano e si preparano a combatterlo, mentre Fu osserva la scena da un luogo sconosciuto dove si intravede un albero luminoso e un altro uccello chiamato Doki-Doki. |                   |         |
| 22                              | Il piano di Fu! La minaccia del terribile Albero Universale! 「フューの計画！恐るべき宇宙樹の脅威！」 - Fyū no keikaku! Osorubeki uchūju no kyōi! | 9 aprile 2020     |         |
| 22                              | Goku, Vegeta e Xeno Trunks combattono contro Beerus, mentre gli altri presenti li osservano. Beerus ha il sopravvento, ma lo scontro viene interrotto da Xeno Goku e Xeno Vegeta che li avvertono di fermarsi immediatamente. Improvvisamente, una massa di radici di alberi giganti appare nel cielo intorno alla Terra e inizia a drenare l'energia del pianeta. Gli altri Dei della distruzione avvertono che sta accadendo la stessa cosa su altri pianeti nei rispettivi universi dove vengono consumati. Così le divinità tornano nei loro universi per proteggerli mentre Beerus e i restanti personaggi devono vedersela con Fu accompagnato da Doki-Doki, l'uccello della catastrofe. A questo punto Fu spiega che le radici fanno parte dell'Albero dell'Universo, cresciuto dal Seme dell'Universo creato da Hearts e che drenando l'energia da tutti e dodici gli universi sarà in grado di crearne uno nuovo. Fu e Doki-Doki scappano attraverso un portale, mentre Crilin, Piccolo e gli altri abitanti della Terra iniziano a indebolirsi a causa dell'assorbimento di energia dell'Albero. Beerus sale in cielo e si potenzia, proteggendo la Terra facendo si che l'Albero si nutra solo della sua energia e chiede l'aiuto degli altri per risolvere la questione. Xeno Goku e Xeno Vegeta partono alla ricerca di Fu mentre Goku, Vegeta, e Xeno Trunks cercano di rintracciarlo. |                   |         |
| 23                              | Rivincita contro grandi nemici! Turles e Borjack! 「強敵再戦！ターレスとボージャック！」 - Kyōteki saisen! Tāresu to Bōjakku! | 22 maggio 2020    |         |
| 23                              | Fu, accompagnato da una compagna sconosciuta, incontra Metal Cooler, Turles, Bojack, Super C-17 e un misterioso scienziato umanoide noto come Dr. W sull'Universo Albero, dove rivela di aver salvato tutti i cattivi dei momenti prima della loro morte per mano dei Guerrieri Z e li convince ad aiutarlo in cambio di una parte nel nuovo universo che sta creando. Nel frattempo, Goku, Vegeta, Xeno Trunks e Xeno Pan stanno cercando Fu ma vengono attaccati da Turles e Bojack. I due antagonisti rivelano che Fu è stato in grado di aumentare immensamente il loro potere, poiché ora sono abbastanza forti da combattere alla pari con le forme Super Saiyan blu di Goku e Vegeta e hanno un'aura simile a quella di Cumber. Mentre la battaglia infuria, Xeno Trunks nota Fu che osserva il combattimento, così Goku e Vegeta cercano di avvicinarsi a lui, ma Turles e Bojack gli bloccano la strada. Altrove, Xeno Goku e Xeno Vegeta arrivano all'Inferno e si confrontano con il misterioso Dr. W. |                   |         |
| 24                              | Un'ombra strisciante! L'uomo misterioso, il Dr. W 「忍び寄る影！謎の男Dr.ダブリュ」 - Shinobiyoru kage! Nazo no otoko Dokutā Daburyū! | 30 giugno 2020    |         |
| 24                              | Il Dr. W inizia quella che chiama una "analisi" di Xeno Goku e Xeno Vegeta attaccandoli con strane esplosioni di energia che fanno uso del teletrasporto. Entrambi si trasformano in Super Saiyan 3 e lo impegnano in combattimento, ma il nemico è in grado di tenerli a bada entrambi con i suoi strani attacchi e i suoi riflessi ad alta velocità. Siccome non riescono a sopraffarlo, raggiungono il Super Saiyan 4 e gli lanciano una potente esplosione combinata; tuttavia, il Dr. W prende deliberatamente i loro attacchi frontalmente ed emerge dal fumo con un'aura dorata incandescente identica alla loro. Dopo aver completato la sua analisi, apre un portale e fugge. Nel frattempo, Fu sta osservando la battaglia tra Goku, Vegeta, Turles e Bojack. Libera così Doki-Doki, che genera onde di energia oscura che immobilizzano Goku, Vegeta, Xeno Trunks e Xeno Pan. Toki-Toki cerca di eliminare l'energia oscura, ma Fu lo intrappola e lo lancia in un portale, prima di richiamare Doki-Doki e fuggire a sua volta in un ulteriore portale. Anche Turles e Bojack fanno la medesima cosa, lasciando soli i quattro eroi. Tornato all'Inferno, il Dr. W consegna i dati che ha raccolto su Xeno Goku e Xeno Vegeta a una strana macchina, a cui si riferisce come "Janemba". |                   |         |
| 25                              | Battaglia decisiva negli inferi! Il nuovo Janemba! 「地獄大決戦！新たなるジャネンバ！」 - Jigoku dai kessen! Aratanaru Janenba! | 30 luglio 2020    |         |
| 25                              | All'Inferno, Xeno Goku e Xeno Vegeta, entrambi trasformati in Super Saiyan 4, lottano contro il rinato Janemba, che è consapevole di tutte le loro abilità e tattiche, il che gli consente di sopraffare facilmente entrambi. Proprio quando Janemba sta per finirli, Goku, Vegeta, Xeno Trunks e Xeno Pan li raggiungono attraverso un portale e si uniscono allo scontro. Xeno Trunks si trasforma in Super Saiyan 3, mentre Goku e Vegeta raggiungono la forma di Super Saiyan blu. Così, Goku Super Saiyan blu e Xeno Goku Super Saiyan 4 si alleano e iniziano a prevalere su Janemba con i loro attacchi simultanei. Janemba vuole mandare avanti la battaglia, ma il combattimento viene interrotto quando due figure misteriose interferiscono colpendolo, facendo infuriare il Dr. W. Xeno Trunks e Xeno Pan identificano i nuovi arrivati come Majin Salsa e Putine. |                   |         |
| 26                              | L'esplosione del Pugno del Drago! I Super Saiyan 4 alla massima potenza ~ Oltre il limite! 「龍拳炸裂！超フルパワーサイヤ人4・限界突破！」 - Ryūken sakuretsu! Chō furu pawā Saiya-jin fō: genkai toppa! | 27 agosto 2020    |         |
| 26                              | Xeno Trunks identifica i nuovi arrivati, Majin Salsa e Putine, come demoni e vecchi nemici della Pattuglia Temporale. Tuttavia, i demoni si offrono di aiutare gli eroi nei loro sforzi per distruggere l'Albero dell'Universo di Fu, avvertendo che l'Albero sta continuando il suo compito di consumare innumerevoli pianeti attraverso il multiverso. Janemba li attacca di nuovo tutti prima che i due gruppi possano raggiungere un accordo e la battaglia riprende, con Xeno Trunks che raggiunge la forma di Super Saiyan God. Majin Salsa suggerisce a Xeno Goku e Xeno Vegeta di usare una tecnica misteriosa che hanno impiegato in passato, quindi tutti gli altri Saiyan incanalano la loro energia nella coppia mentre i due demoni tengono a bada Janemba. Assorbendo l'energia degli altri, Xeno Goku e Xeno Vegeta superano i loro limiti e raggiungono un livello di forza più alto, noto come Super Saiyan 4 a piena potenza. Attaccano insieme Janemba, riescono a sopraffarlo e sono finalmente in grado di distruggerlo usando la loro tecnica definitiva, il Doppio Pugno del Drago. Il Dr. W fugge teletrasportandosi via, mentre i Saiyan e i demoni si riuniscono e Putine teletrasporta via il gruppo, promettendo di portarli all'Albero dell'Universo. Nel frattempo, in un'altra zona nell'Inferno, si intravede lo spirito di Hearts rinchiuso in una prigione. |                   |         |
| 27                              | In preda al terrore! Ritorna l'Aura Oscura! 「暴走の恐怖！悪のオーラ再び！」 - Bōsō no kyōfu! Aku no ōra futatabi! | 30 settembre 2020 |         |
| 27                              | Goku, Vegeta, Xeno Goku, Xeno Vegeta, Xeno Trunks, Xeno Pan, Majin Salsa e Putine arrivano all'Albero dell'Universo, che sta ancora assorbendo energia dal multiverso. Vegeta tenta di distruggerlo con una grande esplosione di energia, ma il suo attacco viene assorbito. Arriva Fu e si confronta con il gruppo, informandoli che ha intenzione di creare un nuovo universo usando l'Albero. Xeno Goku, Xeno Vegeta, Xeno Trunks e Xeno Pan vengono improvvisamente teletrasportati via dalla compagna di Fu, che si rivela essere Towa; quest'ultima poi si teletrasporta via insieme a Majin Salsa e Putine. Vegeta si trasforma in Super Saiyan blu e attacca Fu, ma questi rivela che ora ha accesso all'energia di Cumber e canalizza l'aura di quest'ultimo attraverso il suo stesso corpo, usando i suoi effetti per corrompere il Ki di Vegeta e farlo impazzire. Goku cerca di intervenire, ma Fu corrompe anche il suo ki; tuttavia, anche nel loro stato furioso, Goku e Vegeta si rifiutano di combattersi e continuano ad attaccare Fu. Quest'ultimo colpisce entrambi con la sua spada, che li riporta alla loro forma base, ma nega anche gli effetti dell'aura di Cumber e li riporta alla normalità. Mentre Fu attende che l'Albero finisca di crescere, Goku e Vegeta usano un paio di orecchini Potara dati loro da Majin Salsa e si fondono in Vegeth. Fu cerca di corrompere anche Vegeth, ma questi usa una barriera per respingere il suo attacco prima di passare al Super Saiyan blu. |                   |         |
| 28                              | Una feroce battaglia nella frattura temporale! Vegeth VS Super Fu 「時の狭間の激闘！ベジットVS超フュー」 - Toki no hazama no gekitō! Bejitto Bāsasu Sūpā Fyū | 25 ottobre 2020   |         |
| 28                              | Towa ha trattenuto Xeno Goku, Xeno Vegeta, Xeno Trunks e Xeno Pan nel suo spazio artificiale usando il Ki oscuro di Cumber, e procede a rivelare la natura di Fu come sua creazione usando i dati dei precedenti combattenti e cattivi di Dragon Ball. Spiega che il suo piano è quello di rendere Fu il nuovo Re Demone usando il Ki di Mechikabura che ha immagazzinato in una sfera di energia oscura dopo la sua morte. Xeno Goku riesce a liberarsi e attacca Towa, ma viene bloccato da Mira. Towa teletrasporta Xeno Gohan e Xeno Goten nello spazio, entrambi privi di sensi poiché il loro Ki è stato prosciugato in precedenza, quindi teletrasporta Mira e sè stessa fuori mentre lo spazio si corrompe, trascinando tutto al suo interno come se fosse un buco nero. Nel frattempo, Vegeth Super Saiyan blu sta combattendo Fu nella parte anteriore dell'Albero dell'Universo e sembra avere il sopravvento. Fu diventa così Super Fu e riesce a sferrare un colpo, ma viene comunque battuto da Vegeth. Proprio in quel momento, l'Albero dell'Universo si illumina brillantemente, a significare la sua fase matura e la creazione dell'universo voluto da Fu, ma improvvisamente inizia ad appassire. Poco dopo viene rivelato che Beerus, Champa, Whis e Vados hanno usato le Super Sfere del Drago per desiderare la distruzione delle radici dell'Albero dell'Universo. |                   |         |
| 29                              | Di corsa verso il campo di battaglia Dragon Ball Heroes 「戦いの場所へ突き進めドラゴンボールヒーローズ」 - Tatakai no basho e tsukisusume Doragon Bōru Hīrōzu | 15 novembre 2020  |         |
| 29                              | In questo speciale, due normali adolescenti, un ragazzo e una ragazza, competono nel campionato del decimo anniversario del gioco Super Dragon Ball Heroes, utilizzando una console di realtà virtuale che li trasporta nel mondo di Dragon Ball come i propri avatar. Ogni avatar si potenzia fino a raggiungere il Super Saiyan blu ed è supportato da una squadra di guerrieri del mondo di Dragon Ball: il ragazzo è aiutato da Vegeth, Yamcha, Xeno Trunks, Goku, Bardack e Jiren, mentre la ragazza da Gogeta, il Saiyan Mascherato, Broly, il Re Oscuro Mascherato, il Gran Sacerdote e Demigra. Le due fazioni iniziano a combattersi; dopo una lunga battaglia, il gruppo del ragazzo esce vittorioso e lui viene dichiarato il nuovo campione. Tuttavia, tre nuovi avatar sembrano sfidare il campione, aiutati da una squadra composta da Heles, Champa, Vados, Beerus, Whis e Belmod. I nuovi arrivati prendono rapidamente il sopravvento, ma l'avatar del campione e la versione di Goku del suo team sono entrambi in grado di accedere all'Ultra Istinto, ribaltando le sorti. Con il suo gruppo che lo sostiene, il campione è di nuovo pieno di energie e si prepara felicemente a continuare il gioco. |                   |         |
| 30                              | Il ritorno del male, la nascita del Re Oscuro Fu! 「蘇る邪悪 暗黒王フュー誕生！」 - Yomigaeru jaaku ankokuō Fyū tanjō! | 20 dicembre 2020  |         |
| 30                              | Fu è inorridito dalla morte dell'Albero dell'Universo, fino a quando Towa e Mira non arrivano per aiutarlo. Towa infonde l'energia di Mechikabura in Fu, aumentando drasticamente il suo potere e trasformandolo nel nuovo Re Demone. Tuttavia, Fu non esprime alcun interesse in tutto ciò e inizia invece a usare i suoi nuovi poteri per rivitalizzare l'Albero. Vegeth cerca di fermarlo e la loro lotta riprende, ma Towa e Mira intervengono per aiutare Fu e guadagnare tempo per lui attaccando Vegeth. Prima che Fu possa finire di far risorgere l'Albero, si apre un portale ed emergono Xeno Vegeth, ora giunto al Super Saiyan 4 a piena potenza e il Dio Demone Demigra. Xeno Vegeth attacca Fu e lo scontro continua. Nel frattempo, in un luogo sconosciuto, si risveglia una versione alternativa di Broly. |                   |         |
| 31                              | Oltre la malvagità! Il ritorno di Broly! 「最凶の限界突破！ブロリー復活！」 - Saikyō no genkai toppa! Burorī fukkatsu! | 20 gennaio 2021   |         |
| 31                              | Xeno Vegeth inizia a combattere Fu; i due sembrano essere alla pari, fino a quando Fu usa la sua magia oscura per cambiare l'area intorno a loro. Crea così una grande arena di combattimento e si prepara ad affrontare entrambi i Vegeth in battaglia, fino a quando i tre vengono interrotti dall'arrivo improvviso del Broly alternativo nella sua forma di Super Saiyan leggendario. Xeno Vegeth vince Broly, fino a quando quest'ultimo non si trasforma anche lui in Super Saiyan 4 a piena potenza. Il Vegeth della linea temporale principale si unisce alla lotta, e i due Vegeth combattono insieme Broly, ma anche loro insieme fanno fatica a stare alle pari del suo mostruoso potere. Nel frattempo, Fu usa la sua magia per far rivivere completamente l'Albero dell'Universo. Il Vegeth della linea temporale principale continua a combattere Broly, mentre Xeno Vegeth insegue Fu, ma l'Albero emette improvvisamente un'enorme ondata di luce che avvolge Fu, Broly e il Vegeth della linea temporale principale. Xeno Vegeth sfugge per un pelo, mentre Majin Salsa, Putine, Dr. W, Turles, Cumber e il corpo spirituale di Hearts sono tutti avvolti dall'onda di energia. |                   |         |
| 32                              | Il risultato della Creazione dell'Universo! La nascita di un nuovo mondo! 「宇宙創成のゆくえ 新たなる世界の誕生！」 - Uchū sōsei no yukue arata naru sekai no tanjō! | 25 febbraio 2021  |         |
| 32                              | Xeno Vegeth supera l'onda di energia prima che si dissolva, lasciando incolume l'area intorno all'Albero; torna indietro e trova Fu che tiene in mano la forma miniaturizzata del nuovo universo creato dall'Albero. Tuttavia, Fu è deluso dalla sua creazione, poiché il nuovo universo è imperfetto perché egli ha dovuto usare il proprio potere demoniaco per rifornire l'Albero piuttosto che la pura energia di un universo normale. Xeno Vegeth attacca Fu, determinato a impedirgli di fare qualsiasi altra cosa, e la loro battaglia riprende da dove era stata interrotta. Towa sfida poi Demigra, ma la sua compagna la affronta al posto suo, mentre Demigra usa una tecnica mistica nota come il "Labirinto del tempo" per bloccare sia Xeno Vegeth che Fu nel tempo. Towa afferma che Fu sarà in grado di sfuggire alla bolla del tempo congelato, ma Demigra è certo che non lo farà. Intanto sul pianeta di Beerus nel Settimo Universo, Whis e Vados percepiscono la creazione del nuovo universo imperfetto. Nel frattempo, nel nuovo universo, Goku si risveglia da solo, in una strana versione vuota di West City. |                   |         |
| Shinjikū taisen-hen (8 episodi) | |                   |         |
| 33                              | La guerra per il nuovo Spazio-Tempo! L'ultima feroce battaglia ha inizio! 「新時空大戦！究極の激闘開幕！」 - Shin-jikū taisen! Kyūkyoku no gekitō kaimaku! | 17 marzo 2021     |         |
| 33                              | Una figura misteriosa si affaccia sulla West City del nuovo universo e nelle vicinanze Goku viene attaccato da Freezer e Metal Cooler. Durante il combattimento, viene contattato da Xeno Trunks, che è alla base del tempo con Xeno Pan, Xeno Gohan, Xeno Goten e il Kaiohshin del Tempo. Xeno Trunks informa Goku che ciò che Fu ha effettivamente creato è semplicemente una copia del Settimo Universo e che qualsiasi danno inflitto agli edifici nella West City alternativa viene anche trasferito in quella vera. Goku cerca di trovare un modo per scappare, ma viene rintracciato e attaccato di nuovo da Freezer e Cooler. Tuttavia, Hearts appare dinanzi a lui e lo salva. Goku è scioccato, ma Hearts gli spiega che Demigra ha tirato fuori il suo corpo spirituale dall'Inferno e che vuole che Goku lo aiuti a distruggere Fu per aver abusato del Seme dell'Universo. Goku e Hearts formano un'alleanza provvisoria contro Freezer e Cooler, che si trasformano entrambi nelle loro forme dorate. Hearts combatte Cooler, mentre Goku attinge brevemente all'Ultra Istinto e usa il suo potere per sottomettere Freezer. Tuttavia, un misterioso Saiyan mascherato con i capelli simili a quelli di Goku appare e impianta due Sfere del Drago Oscure rosse in Freezer e Cooler, garantendo loro un significativo potenziamento. |                   |         |
| 34                              | Entra in scena il guerriero in nero! Inizia una nuova avventura! 「黒衣の戦士現る！新たなる冒険スタート！」 - Kokui no senshi Arawaru! Arata naru bōken Sutāto! | 15 aprile 2021    |         |
| 34                              | Goku e Hearts lottano contro i nuovi poteri di Freezer e Cooler, finché la loro battaglia non viene interrotta dall'arrivo del Broly alternativo nella forma di Super Saiyan leggendario. Broly attacca tutti e quattro i combattenti sopraffacendoli, mentre il Saiyan mascherato osserva la scena. Improvvisamente, una misteriosa figura ammantata arriva sulla scena e attacca sia Cooler che Freezer, rimuovendo le Sfere del Drago Oscure da entrambi. Broly attacca la figura ammantata, che lo porta via. Hearts rivela che non è in grado di leggere le menti né della figura ammantata né del Saiyan mascherato, che si teletrasporta via. Hearts dà a Goku un fagiolo Senzu duplicato per curare le sue ferite e rivela che esistono anche duplicati delle normali Sfere del Drago in questo universo. Goku teorizza che se raccolgono tutte le Sfere del Drago duplicate, potrebbero essere in grado di usarle per scappare. Usando un duplicato del Dragon Radar, rintracciano una delle altre Sfere del Drago su un pianeta vicino. Su questo pianeta, il Saiyan mascherato osserva Vegeta, Turles e Cumber, e ordina loro di iniziare a combattersi a vicenda. |                   |         |
| 35                              | L'orgoglio della razza guerriera! Il risveglio di Vegeta!! 「戦闘民族の誇り！ベジータ、覚醒！！」 - Sentō minzoku no hokori! Bejīta, kakusei!! | 9 maggio 2021     |         |
| 35                              | Sul pianeta sconosciuto, Vegeta, Turles e Cumber iniziano a combattersi. Cumber ferma temporaneamente Vegeta e continua a combattere Turles, mentre Goku e Hearts arrivano per aiutare Vegeta. Vengono affrontati dal Saiyan mascherato, che si rivela come Black Goku; si potenzia fino a diventare Super Saiyan Rosé e inizia a combattere Goku. Intanto Turles cerca di corrompere il Ki di Vegeta usando l'energia malvagia che ha assorbito da Cumber, ma Vegeta è in grado di resistere agli effetti della corruzione e assorbe l'energia oscura per sfruttarla in un altro modo. Usando questa nuova forza, Vegeta sconfigge facilmente Turles e poi fa perdere i sensi a Cumber con un Gallick Gun. Consiglia a Turles di andarsene e allenarsi prima di sfidarlo di nuovo, ma rimane poi inorridito nel vedere che Black ha sconfitto Goku e Hearts. |                   |         |
| 36                              | Super Saiyan Rosé contro Ultra Istinto! La grande battaglia scuoti-pianeti!! 「超サイヤ人ロゼVS身勝手の極意！惑星激震の大決闘！」 - Sūpā Saiya-jin Roze Bāsasu migatte no gokui! Wakusei gekishin no dai kettō! | 20 giugno 2021    |         |
| 36                              | Vegeta interviene per proteggere Goku, ma il suo nuovo potere si esaurisce prima che possa affrontare Black. Quest'ultimo rivela a Vegeta che è una versione alternativa originaria prima che potesse essere eliminato da Zeno del futuro. Fu riferì a Black del suo futuro, il che lo ha spinto a studiare Goku combattendo versioni del Saiyan in altre 99 linee temporali. Poco prima che Black possa uccidere Vegeta, Goku sfrutta l'Ultra Istinto e sopraffà rapidamente Black. Tuttavia, Black spara un'esplosione di energia nel pianeta, destabilizzandolo. Goku cerca di teletrasportare gli altri in salvo, ma non ci riesce. Turles torna in scena e attacca Black, ma viene rapidamente sconfitto e sembra essere ucciso. Improvvisamente, Cell appare (anche lui in un corpo spirituale) e salva Goku, Vegeta, Hearts e l'inconscio Cumber, così anche Black si teletrasporta via prima che il pianeta esploda. Goku e Vegeta interrogano Cell, il quale spiega che è stato tirato fuori dall'Inferno da Demigra per lo stesso motivo di Hearts. Prima che Cell possa fornire ulteriori informazioni sulla situazione, appaiono diverse figure misteriose che scioccano Goku e Vegeta. |                   |         |
| 37                              | Guerrieri in nero VS Black Goku! Il complotto oscuro viene a galla! 「黒衣の戦士VSゴクウブラック！明らかになる闇の企み！」 - Kokui no senshi Bāsasu Gokū Burakku! Akiraka ni naru yami no takurami! | 11 luglio 2021    |         |
| 37                              | I nuovi arrivati si rivelano essere Gohan, Crilin, N° 17 e N° 18, che sono stati trasportati nel nuovo universo. Anche Majin Salsa e Putine si uniscono al gruppo, accompagnati da Shurum, un ex Dio Demone e alleato di Demigra, che ha aiutato a recuperare Cell e Hearts dall'inferno. Cell giura segretamente di vendicarsi dei Guerrieri Z per averlo ucciso; Hearts legge i suoi pensieri, ma non dice nulla agli altri. Goku spiega che lui e Vegeta potrebbero sconfiggere Black con l'Ultra Istinto e con il nuovo potere di Vegeta, ma che nessuno dei due può ancora controllare adeguatamente tali poteri. Shurum, Majin Salsa e Putine aprono un portale verso una dimensione tascabile simile alla Stanza dello Spirito e del Tempo, che darà a Goku e Vegeta un po' di tempo per allenarsi e padroneggiare i loro nuovi poteri. Shurum assicura loro di avere un altro partner che terrà Black occupato mentre si allenano. I due Saiyan entrano nella dimensione tascabile, dove si trovano di fronte a duplicati oscuri di alcuni dei loro nemici passati. Altrove, Black osserva il nuovo universo, finché non gli viene tesa un'imboscata dalla figura ammantata di prima, che si rivela essere un potente Super Saiyan. Gli altri si preparano a fornire il loro supporto, ma vengono intercettati da Bojack, Super C-17 e dal Dr. W, che si rivela come il Dr. Willow. Black si potenzia ulteriormente in una forma simile al Super Saiyan 3 e sconfigge il Super Saiyan ammantato, ma viene interrotto dall'arrivo di Goku e Vegeta, che hanno completato il loro addestramento e padroneggiano i loro pieni poteri. |                   |         |
| 38                              | La resa dei conti nell'Universo Copia! Scontro tra blu e scarlatto 「宇宙モドキの最終決戦！激突する蒼と紅」 - Uchū modoki no saishū kessen! Gekitotsu suru ao to aka | 15 settembre 2021 |         |
| 38                              | Il Saiyan ammantato si teletrasporta via mentre Goku e Vegeta hanno la meglio su Black; tuttavia, Goku non usa l'Ultra Istinto e Black si potenzia al massimo delle sue forze usando la sua maschera per assorbire più energia dal falso universo. In questo nuovo stato, sconfigge rapidamente Vegeta. Freezer e Metal Cooler arrivano nelle loro forme dorate e sfidano Black, ma questi usa una pergamena mistica per evocare una versione potenziata da Majin di Li Shenron, che li sconfigge facilmente. Hearts e Cumber arrivano e combattono Li Shenron, mentre Black sconfigge brevemente Freezer e Metal Cooler: tuttavia, Goku e Vegeta sfruttano l'opportunità per fondersi in Gogeta e trasformarsi in Super Saiyan blu. Gogeta e Black iniziano a combattere, e Gogeta sembra avere il sopravvento fino a quando Black non usa il potere della maschera per curare le sue ferite e continua a potenziarsi assorbendo più energia. Gogeta quindi raggiunge il Super Saiyan blu potenziato e sconfigge facilmente Black, finendolo rompendogli la maschera. La distruzione della maschera di Black lo fa disintegrare e Li Shenron scompare con lui. Il Saiyan ammantato ritorna sulla scena, dopo aver usato il tempo che gli altri hanno guadagnato per raccogliere tutte e sette le Sfere del Drago del falso universo. Le attiva e Goku viene improvvisamente teletrasportato all'Albero dell'Universo, dove incontra una versione più giovane di Fu. |                   |         |
| 39                              | Incombe la minaccia di Fu! La nascita di un fantastico e potentissimo duo! 「立ちはだかるフューの脅威！奇跡の最強コンビ誕生！」 - Tachihadakaru Fyū no kyōi! Kiseki no saikyō Konbi tanjō! | 24 ottobre 2021   |         |
| 39                              | Fu rivela che il suo nuovo aspetto giovanile è il risultato della sua fusione con Doki-Doki, che gli ha permesso di liberarsi dal Labirinto Temporale di Demigra. A Goku si uniscono Vegeta, Xeno Goku e Xeno Vegeta, gli ultimi due anch'essi fuggiti dal Labirinto del Tempo. Il Broly alternativo arriva e attacca gli altri Saiyan, ma Hearts e Cumber lo raggiungono per fermarlo. Goku e Vegeta si fondono nuovamente in Gogeta, mentre Xeno Goku e Xeno Vegeta si fondono in Xeno Gogeta; quindi si trasformano rispettivamente in Super Saiyan blu potenziato e Super Saiyan 4 Rompi-Limite, prima di sfidare Fu. All'inizio sono in vantaggio, fino a quando Fu non si potenzia ulteriormente e li colpisce con un'enorme esplosione di Ki che li costringe ad annullare la fusione. Fu quindi teletrasporta via sia Vegeta che Xeno Vegeta, impedendo ai Saiyan di fondersi di nuovo, prima di prepararsi a distruggere Goku e Xeno Goku. La Kaiohshin del Tempo appare improvvisamente e salva i due Goku da un'altra esplosione, prima di usare i suoi poteri per aiutarli a combinare le loro energie. I due Goku si potenziano al massimo e le loro energie si fondono insieme, dando loro un enorme aumento di potere mentre si preparano a combattere di nuovo Fu. |                   |         |
| 40                              | Al massimo della potenza! La battaglia decisiva per il futuro è finalmente conclusa! 「最後のフルパワー！ 未来をかけた激闘、遂に決着！」 - Saigo no Furu Pawā! Mirai o kaketa gekitō, tsui ni ketchaku! | 18 dicembre 2021  |         |
| 40                              | Con le loro energie combinate dalla Kaiohshin del Tempo, Goku e Xeno Goku sparano una potente Kamehameha che distrugge le barriere energetiche erette da Fu e colpisce quest'ultimo. Tuttavia Fu riesce a resistere all'attacco e assorbe energia dall'Albero Universale per diventare ancora più potente. Tuttavia, Goku riesce incredibilmente a fare la stessa cosa, ottenendo così una potenza tale da riuscire a tenere testa a Fu ed infine a sconfiggerlo. A questo punto ricompaiono Vegeta, Xeno Vegeta, Hearts e Toki-Toki e quest'ultimo utilizza il suo potere per riportare gli universi alla normalità. Tuttavia, in un altro luogo, il misterioso Saiyan incappucciato apparso nell'universo copia ed altri individui si apprestano ad avviare un misterioso piano. |                   |         |

### Terza stagione (2022-2023)
| Nº                                | Titolo italiano Giapponese 「Kanji」 - Rōmaji | In onda           | In onda |
| Nº                                | Titolo italiano Giapponese 「Kanji」 - Rōmaji | Giapponese        |         |
| Toki no Kaiōshin-hen (10 episodi) | |                   |         |
| 41                                | Piano iniziato! Il raduno dei combattenti più forti! 「動き出した計画 時空を超えた最強戦士集結！」 - Ugokidashita keikaku - Jikū o koeta saikyō senshi shūketsu! | 23 febbraio 2022  |         |
| 41                                | Nel Covo del Tempo, Kronoa (l'attuale Kaiohshin del Tempo) si confronta con Aios, un ex Kaiohshin del Tempo. Sulla Terra, Goku riceve la visita di uno strano essere che lo invita a partecipare al "Super Torneo dello Spazio-Tempo", un grande torneo di arti marziali che coinvolge molte altre linee temporali. Goku accetta l'invito e viene trasportato in un altro regno, dove scopre che anche Gohan, Piccolo, Vegeta, Hit, Jiren e Yamcha sono stati invitati a partecipare alla competizione come una squadra. Vengono presentati alle altre squadre e viene rivelato che ve ne sono dodici in totale, ciascuna con sette membri. L'annunciatore del torneo spiega che il primo round del torneo durerà 24 minuti e sarà una battaglia tra tutte e dodici le squadre, in cui l'obiettivo è catturare tre guerrieri fatati o sconfiggere tutti i membri delle altre squadre. All'inizio del torneo, tutti e sette i membri della squadra della sequenza temporale principale vengono trasportati in luoghi diversi su un mondo sconosciuto. Goku si confronta con Xeno Goku, che rivela che il torneo è stato preparato da Aios e che la Pattuglia Temporale ha inviato una squadra a partecipare perché hanno dei conti in sospeso con lei. I due Goku vengono attaccati da un gruppo di combattenti di un'altra squadra e si preparano ad affrontarli. Mentre molte altre battaglie iniziano sul terreno del torneo con 14 minuti rimanenti nel primo round, Aios osserva lo svolgersi degli eventi da lontano. |                   |         |
| 42                                | Battaglia sfrenata nel Super Torneo dello Spazio-Tempo! I guerrieri in nero attaccano! 「激闘の超時空トーナメント！襲来する黒衣の戦士たち！」 - Gekitō no chō jikū Tōnamento! Shūrai suru kokui no senshi-tachi! | 31 marzo 2022     |         |
| 42                                | Con 7 minuti rimanenti al termine del primo turno, molte battaglie continuano a imperversare sul terreno del torneo. Dopo aver sconfitto i loro aggressori, i due Goku iniziano a combattersi, mentre Yamcha riesce a catturare una delle tre Fate del Tempo. Ciò qualifica automaticamente la squadra della linea temporale principale a passare al round successivo e vengono tutti riportati nell'area di partenza, dove vengono accolti dalle squadre che sono riuscite a catturare le altre due Fate del Tempo: quella della Pattuglia Temporale e un'altra che presenta Hearts e Cumber. All'improvviso compaiono diversi misteriosi guerrieri con mantelli neri e il loro leader spiega che le squadre sconfitte sono state cancellate dall'esistenza insieme alle loro linee temporali. Il misterioso personaggio spiega che il responsabile è Aios e ordina alle squadre rimanenti di prepararsi per il secondo round. Xeno Trunks però si infuria e lo attacca, chiedendo ad Aios di restituire la Pergamena dell'Eternità alla Pattuglia Temporale. Xeno Trunks inizia a combattere il leader mascherato, mentre Goku e Piccolo notano che il nemico sembra stranamente familiare. Xeno Trunks e il leader continuano ad affrontarsi, poi appare all'improvviso Aios che li ferma. Xeno Trunks spiega che Aios è un ex Kaiohshin del Tempo, e Aios si presenta come "il Selettore dello Spazio-Tempo". |                   |         |
| 43                                | Una battaglia sfrenata che trascende attraverso lo Spazio-Tempo! La minaccia dei guerrieri in nero! 「時を超えた激闘！黒衣の戦士たちの脅威！」 - Toki o koeta gekitō! Kokui no senshi-tachi no kyōi! | 30 giugno 2022    |         |
| 43                                | Aios spiega che ci sono troppe linee temporali e che desidera eliminarne la maggior parte per ripristinare l'equilibrio. Prima di dare inizio al round successivo del torneo, porta una serie di nuovi combattenti da altre linee temporali e universi. I combattenti si ritrovano sparsi in una dimensione tascabile e affrontati da quattro guerrieri ammantati, ognuno dei quali possiede un'altra Fata del Tempo: chiunque prende la Fata di ogni guerriero ammantato farà passare la sua squadra alla fase successiva. I guerrieri ammantati si rivelano essere versioni alternative di Piccolo, Bardack, Gohan del futuro e vi è anche una donna aliena sconosciuta, i quali stati potenziati da Aios usando le Sfere del Drago Oscure. Gohan e Piccolo vengono sfidati dal Piccolo alternativo, mentre Vegeta, Hit e Yamcha affrontano la guerriera sconosciuta. Xeno Trunks continua a combattere il Gohan del futuro alternativo, che rivela che Aios lo ha reclutato da una linea temporale in cui sia Bulma che Trunks del futuro furono uccisi dagli androidi. Xeno Trunks riesce a sopraffare Gohan del futuro e cerca di farlo ragionare, mentre Goku e Jiren si confrontano con il Bardack alternativo, che si trasforma in una versione potenziata del Super Saiyan 3. |                   |         |
| 44                                | Goku VS Guerriero in nero! Ad ognuno la sua battaglia! 「悟空VS黒衣の戦士！それぞれの戦いの行方！」 - Gokū Bāsasu Kokui no senshi! Sorezore no tatakai no yukue! | 1º settembre 2022 |         |
| 44                                | Goku chiede a Jiren di lasciarlo combattere con Bardack per primo e usa l'Ultra Istinto. Intanto, Vegeta, Hit e Yamcha affrontano una guerriera sconosciuta che mostra la capacità di creare copie di se stessa. Vegeta sconfigge uno dei cloni, mentre Hit batte l'originale e si prepara ad ucciderla, ma Yamcha interviene in un atto di misericordia per risparmiarle la vita. Toccata dalla gentilezza di Yamcha, la guerriera si prende una cotta per lui mentre riprende il suo scontro con Hit. Goku e Bardack proseguono con il loro duello e si impegnano in uno scontro di colpi energetici dove è Goku ad avere la meglio. Nonostante la sconfitta subita, Bardack si mostra contento della cosa ed è orgoglioso di quanto sia diventato forte suo figlio. Nel frattempo, Chronoa si reca da Aeos e le chiede di restituire le Pergamene del Tempo rubate. |                   |         |
| 45                                | Battaglia decisiva nel regno divino! Il potere del tempo si avvicina! 「神次元の決戦！迫りくる時の力！」 - Shin jigen no kessen! Semarikuru toki no chikara! | 23 ottobre 2022   |         |
| 45                                | Dopo aver assunto entrambe le loro vere forme, Chronoa e Aeos si impegnano in un combattimento dove la prima cerca di dissuadere l'altra dal compiere il suo piano sostenendo che il numero crescente di linee temporali rappresenta un problema e che molte di esse sono degne di esistere per via del loro potenziale. Aeos però si rifiuta di ascoltarla e dichiara che deve rimanere solo una linea temporale e sconfigge la sua avversaria, dopodiché arriva Goku con la Fata del Tempo che ha ottenuto da Bardack e chiede a sua volta di non cancellare le linee temporali sconfitte. Aeos però non dà retta nemmeno a lui e così Goku è costretto a fare appello all'Ultra Istinto e inizia a combatterla in uno scontro che si rivela quasi alla pari. Aeos rimane sorpresa dal fatto che Goku sia riuscito a fare breccia nelle sue difese, quindi decide che deve eliminare anche lui e inizia a potenziarsi. Nel frattempo, viene rivelato che lo spirito di Mechikabura è ancora vivo e si trova tra i resti dell'Albero dell'Universo. Questi dichiara che avrà la sua vendetta ma viene improvvisamente attaccato e impalato da Demigra, che inizia ad assorbire la sua energia oscura per diventare più forte. |                   |         |
| 46                                | L'invasione del nuovo re oscuro! Inizia la terrificante battaglia decisiva! 「新たなる暗黒王襲来！恐怖の決戦開幕！」 - Arata naru ankokuō shūrai! Kyōfu no kessen kaimaku! | 17 dicembre 2022  |         |
| 46                                | Mentre Goku e Aeos si preparano a riprendere il loro scontro, vengono interrotti dall'arrivo di Demigra, che è diventato il nuovo re oscuro assorbendo l'energia oscura di Mechikabura. Successivamente Demigra lancia un'enorme esplosione di energia che distrugge il quartiere generale di Aeos, e ciò attira l'attenzione di tutti i combattenti del torneo. Goku, Chronoa e Aeos sopravvivono e Demigra ruba la scatola contenente le Pergamene del Tempo e la usa per evocare una versione alternativa di Li Shenron, poi spiega che il suo piano prevede di distruggere tutti gli altri dei e creare una nuova era di terrore attraverso tutto il tempo e lo spazio. Goku decide così di sfidarlo ma si fa avanti Li Shenron che glielo vuole impedire, dopodiché appare Xeno Gogeta Super Saiyan 4 a piena potenza che devia il primo attacco del drago e lo sconfigge facilmente con una Big Bang Kamehameha. A questo punto Aeos accetta di stringere una tregua con Goku, Chronoa e gli altri in modo da sconfiggere Demigra, il quale nel frattempo ha convocato la sua compagna demone Robel e Broly. |                   |         |
| 47                                | Una turbolenta super battaglia spazio-temporale dalla presa demoniaca del re oscuro Demigra! 「暗黒王ドミグラの魔の手 激動の超時空バトル！」 - Ankokuō Domigura no ma no te - Gekidō no chō jikū Batoru! | 12 febbraio 2023  |         |
| 47                                | Demigra trasforma l'intera dimensione nella Struttura dello Spazio ed evoca diverse versioni alternative degli antagonisti del passato per attaccare i combattenti del torneo, potenziando i cattivi con la sua energia oscura. Intanto Xeno Gogeta e Broly trasformati in Super Saiyan 4 ingaggiano un combattimento dove il primo si porta in vantaggio. Poco dopo, Demigra sconfigge Aeos, così Goku Super Saiyan blu scaglia una Kamehameha, ma Demigra usa il suo riflettore oscuro per potenziare l'attacco e rispedirlo al mittente. Per salvare Chronoa rimasta ferita, Goku risponde con un'altra Kamehameha, provocando un'enorme esplosione che lo lascia ferito. Aeos usa la tecnica Eternal Labyrinth per cercare di fermare Demigra, ma quest'ultimo continua a muoversi e si libera, dopodiché afferma che mostrerà loro la vera disperazione e inizia a potenziarsi. |                   |         |
| 48                                | Un legame attraverso lo spazio-tempo! Il pugno della giustizia che schiaccia il male! 「時空を超えた結束！悪を打ち砕く正義の拳！」 - Jikū o koeta kessoku! Aku o uchikudaku seigi no kobushi! | 13 aprile 2023    |         |
| 48                                | Demigra si trasforma in una forma demoniaca corazzata e cerca di attaccare Chronoa, così Goku interviene ma viene colpito dal nemico. Altrove, Yamcha e Vidro uniscono le forze per sconfiggere Chilled, poi lei chiede di sposarla, lasciando stupito Yamcha. Goku viene torturato da Demigra ma viene salvato dall'intervento di Vegeta Super Saiyan blu evoluto, dopodiché Chronoa chiede ad Aeos di distrarre Demigra in quanto ha un piano per sconfiggerlo. Nel frattempo, Cell, Super N° 13, Bojack e Lord Slug attaccano Xeno Trunks, ma Gohan del futuro alternativo lo salva, poi i due si riconciliano e si alleano contro i nemici. Come promesso, Aeos distrae Demigra aumentando la gravità intorno a lui, ma questi si libera dalla barriera e si prepara ad eliminare Aeos, ma interviene Vegeth Super Saiyan blu, che colpisce Demigra e lo sfida a duello. |                   |         |
| 49                                | Il potere più forte VS il più letale! Scatenare il potere oltre i limiti! 「最強ＶＳ最凶！限界を超えた力を解き放て！」 - Saikyō Bāsasu saikyō! Genkai o koeta chikara o tokihanate! | 10 giugno 2023    |         |
| 49                                | Vegeth affronta Demigra, ma scade il tempo della fusione tramite Potara e Vegeta e Goku si separano. Demigra fa perdere i sensi a Vegeta, poi si trasforma nuovamente e dona una parte del suo potere ai suoi sottoposti che devono occuparsi degli alleati di Goku e lancia un potente colpo energetico verso il terreno. Goku si trasforma in Super Saiyan blu e risponde con una Kamehameha, ma siccome si trova in difficoltà, intervengono Bardack e Gohan del futuro alternativo che lo aiutano con dei colpi energetici. Chronoa e Aeos si stupiscono di scoprire che tutti i partecipanti del torneo, compresi quelli di diverse linee temporali, stanno offrendo il loro aiuto nella lotta contro i nemici. Goku usa l'Ultra Istinto, Bardack si trasforma in Super Saiyan 4 mentre Gohan del futuro alternativo in Super Saiyan 2 e insieme iniziano a respingere l'attacco energetico di Demigra. |                   |         |
| 50                                | Una luce di speranza che non si spegnerà mai! E una lotta miracolosa! 「絶望を消し去る希望の光そして奇跡の決闘へ！」 - Zetsubō o keshi saru kibō no hikari soshite kiseki no kettō e! | 24 agosto 2023    |         |
| 50                                | Dando fondo a tutta la loro potenza, Goku, Gohan del futuro alternativo e Bardack riescono a sconfiggere Demigra che viene disintegrato dall'attacco energetico congiunto dei tre Saiyan. In seguito, Aeos, oramai riconciliatasi con Chronoa, utilizza le Pergamene del Tempo per far tornare tutto com'era prima, e riportare coloro che sono stati evocati da Demigra alle rispettive linee spazio-temporali. Chronoa ringrazia i tre Saiyan per il loro aiuto e Goku chiede ad Aeos di indire nuovamente il Super Torneo dello Spazio-Tempo, ma stavolta senza cancellare le linee spazio-temporali. Aeos accetta la richiesta di Goku e così il torneo riprende, anche se con meno partecipanti e con un unico girone in cui ciascun combattente affronta un solo avversario. Goku, utilizzando l'Ultra Istinto incompleto, affronta Xeno Goku Super Saiyan 4 alla massima potenza in un avvincente ed impegnativo scontro. Alla fine, Goku riesce a sconfiggere il sé stesso alternativo assestando il colpo decisivo con l'Ultra Istinto completo, finendo poi anch'egli stremato a terra. Concluso il torneo, Aeos decide di partire insieme ai suoi seguaci ad esplorare varie linee spazio-temporali, in modo da decidere con miglior giudizio se più di esse possano effettivamente coesistere. Aeos e Chronoa si salutano e ciascuno fa ritorno alla propria linea spazio-temporale. |                   |         |

### Quarta stagione (2023-2024)
| Nº                                 | Titolo italiano Giapponese 「Kanji」 - Rōmaji | In onda          | In onda |
| Nº                                 | Titolo italiano Giapponese 「Kanji」 - Rōmaji | Giapponese       |         |
| Ma no shinryakusha-hen (6 episodi) | |                  |         |
| 51                                 | Inizia l'arco degli invasori demoniaci! Un'ombra oscura colpisce la Terra! 「魔の侵略者編開幕！地球を襲う黒い影！」 - Ma no shinryaku-sha-hen kaimaku! Chikyū o osou kuroi kage! | 22 ottobre 2023  |         |
| 51                                 | Un personaggio misterioso arriva sulla Terra e nel frattempo Goku, risvegliatosi dall'ultimo combattimento, si ritrova in compagnia di Chronoa, Vegeta, Gohan, Piccolo e Xeno Trunks. Chronoa tenta di rispedire i guerrieri sulla Terra ma scopre che è sparita, quindi il gruppo si reca sul pianeta di Re Kaioh, ma ad accoglierli trovano Majin Ozotto, che spiega loro di aver mangiato Re Kaioh e tutta la Terra, compresi i suoi abitanti. L'obiettivo di Majin Ozotto è quello di divorare altri dei e tenta di attaccare Chronoa, ma Goku la difende, dopodiché il nemico assorbe Piccolo e Gohan. Goku, Vegeta e Xeno Trunks attaccano Majin Ozotto, ma scoprono che questi ha ottenuto il potere della rigenerazione assorbendo Majin Bu e può anche trasformarsi in chiunque abbia assorbito, facendo apparire delle copie di N° 17 e N° 18. A questo punto il mostro assorbe i suoi duplicati e il suo potere aumenta a dismisura, così Chronoa decide di ritirarsi e teletrasporta con se Goku, Vegeta e Xeno Trunks.                                                                 |                  |         |
| 52                                 | Continua la caccia a Dio, due battaglie intrecciate! 「進行する神狩リ絡み合う２つの戦況！」 - Shinkō suru kamigari karamiau futatsu no senkyō! | 16 dicembre 2023 |         |
| 52                                 | Chronoa spiega che Majin Ozotto è un famigerato criminale che la Pattuglia Temporale sta inseguendo da tempo e Xeno Trunks intuisce che le sue abilità derivano dalle persone che assorbe. Ozotto, avendo assorbito sia Kaiohshin dell'Est che Kibith, attacca l'Anziano Kaiohshin e assume l'aspetto di Baby, ma sopraggiungono Xeno Goku e Xeno Vegeta trasformati in Super Saiyan 4. Ozotto ingaggia un combattimento con i due Saiyan, ma poi torna al suo vero aspetto e manda due suoi cloni con l'aspetto di Freezer e Cell al suo posto. Giunti su Namek, Goku e gli altri scoprono che tutti i namecciani sono stati già assorbiti e incontrano un altro Ozotto, che vuole assorbire l'energia del pianeta e si prepara ad affrontarli. Nel frattempo, Xeno Goku e Xeno Vegeta sconfiggono le copie di Freezer e Cell, quindi i due Ozotto invitano i rispettivi gruppi che hanno di fronte a venire al Palazzo Ozotto, la sua attuale dimora, per dimostrare loro la sua vera forza, dopodiché lascia loro dei biglietti d'invito.                                                        |                  |         |
| 53                                 | La battaglia al Palazzo Ozotto! Fallo esplodere, potere dei Saiyan! 「オゾット宮殿の戦い！爆発せよ、サイヤ人パワー！」 - Ozotto kyūden no tatakai! Bakuhatsu seyo, Saiyahito Pawā! | 18 febbraio 2024 |         |
| 53                                 | Il gruppo, accompagnato da Xeno Goku e Xeno Vegeta, si reca al Palazzo Ozotto, ma decide di lasciare Chronoa nelle retrovie per non metterla in pericolo. Giunti dinanzi al palazzo, Ozotto lancia una sfida ai Saiyan: se riusciranno a sconfiggere cinque sue copie e il corpo originale, allora potranno liberare tutti coloro che ha assorbito. Tuttavia, per fare ciò, dovranno dividersi e farsi strada attraverso 5 diversi ingressi, quindi i Saiyan entrano all'interno del palazzo. Goku affronta una delle copie di Ozotto usando l'Ultra Istinto, mentre Vegeta è impegnato con un duplicato che assume l'aspetto di Janemba. Il combattimento di Goku prosegue, e l'avversario si trasforma in Turles, Bojack e Metal Cooler, poi torna al suo aspetto normale. Vegeta viene messo in difficoltà, ma quando il duplicato di Ozotto dice che lo ritiene troppo debole, Vegeta si trasforma in Super Saiyan blu evoluto e usa il Final Flash per annientarlo. Alla fine, Gohan si risveglia in un bozzolo e trova Goten e Trunks, dopodiché Ozotto gli spiega che è dentro al suo corpo. |                  |         |
| 54                                 | Pugno di rabbia esplosiva! La lotta feroce dei prigionieri! 「恐りの拳炸裂！囚われの間の激闘！」 - Ikari no kobushi sakuretsu! Toraware no ma no gekitō! | 11 aprile 2024   |         |
| 54                                 | Ozotto deride Gohan ferendo Goten e Trunks, ma quando minaccia Videl, il Saiyan esplode di rabbia, si libera dal bozzolo e attacca il mostro. Dopo aver sconfitto i loro avversari, Xeno Trunks, Xeno Goku e Xeno Vegeta si mettono in contatto e si rendono conto di non riuscire a rintracciare Chronoa. Goku e Vegeta irrompono nell'area in cui Gohan e Ozotto stanno combattendo, ma Ozotto sfrutta la distrazione per riassorbire Gohan e il suo potere aumenta notevolmente. Con poche opzioni, Goku e Vegeta usano i Potara per fondersi in Vegeth; questi si trasforma in Super Saiyan blu e annienta l'avversario, facendo riapparire Gohan gravemente ferito. Una volta separati, Goku e Vegeta verificano le condizioni di Gohan e questi li avverte che sono all'interno di Ozotto, quindi l'intero palazzo si trasforma in un gigantesco Ozotto. Nel frattempo, Xeno Trunks, Xeno Goku e Xeno Vegeta sono minacciati dalle copie di alcune loro nemesi del passato. |                  |         |
| 55                                 | Fuga dal Palazzo Ozotto! L'anima di Goku si risveglia! 「おぞっと屋敷からの脱出！悟空の魂が覚醒する！」 - Ozotto yashiki kara no dasshutsu! Gokū no tamashī ga kakusei suru! | 9 giugno 2024    |         |
| 55                                 | Ozotto cattura Chronoa e la rinchiude in un bozzolo in presenza di Xeno Trunks, Xeno Goku e Xeno Vegeta, quindi manda contro di loro alcuni suoi duplicati. Nel frattempo, Goku, Vegeta e Gohan fanno il punto della situazione e vengono bloccati da alcuni tentacoli del corpo di Ozotto, ma vengono presto liberati dall'intervento di Hearts e Lagss. Xeno Goku, Xeno Vegeta e Xeno Trunks invece combattono contro i tentacoli di Ozotto, poi questi assume le sembianze di Chronoa sostenendo di aver assimilato i suoi poteri. Goku e gli altri cercano di liberare i loro amici dalle uova di Ozotto, quindi Hearts intende creare un buco nel muro spazio temporale per trovare il nucleo di Ozotto e sconfiggerlo. Vegeta si trasforma in Super Saiyan blu e utilizza l'Esplosione Finale per aprire un buco nello stomaco di Ozotto, finendo per perdere i sensi per lo sforzo. Goku porta con sé Vegeta fuori dal corpo del mostro e si prepara ad affrontarlo utilizzando l'Ultra Istinto, e nel mentre Aeos si alza dal suo trono.                                                    |                  |         |
| 56                                 | Sprigionate! Un colpo a piene energie! Sfreccia una meteora d'argento 「放て！渾身の一撃！かけ抜ける白銀の流星」 - Hanate! Konshin no ichigeki! Kakenukeru hakugin no Meteo | 8 agosto 2024    |         |
| 56                                 | Mentre Goku usa l'Ultra Istinto per affrontare Ozotto nella sua forma gigante, sul campo di battaglia arrivano anche Hearts e Lagss che hanno messo in salvo gli altri dal corpo del mostro. Xeno Goku, Xeno Vegeta e Xeno Trunks continuano a combattere i duplicati, e uno di questi si trasforma in Chronoa per utilizzare i suoi poteri temporali. Goku continua a resistere agli attacchi di Ozotto e dei suoi duplicati, mentre Xeno Goku riesce a liberare la vera Chronoa dal bozzolo, facendo così perdere i poteri temporali al vero Ozotto. Goku usa il Pugno del Drago per sconfiggere finalmente Ozotto e, dopo essersi assicurato che gli altri stessero bene, si lascia cadere a terra per la stanchezza. Xeno Goku, Xeno Vegeta e Xeno Trunks si ricongiungono a Chronoa e arriva anche Aeos per congratularsi con Goku. Alla fine, Aeos rinchiude ciò che rimane di Ozotto in un contenitore e usa le Super Sfere del Drago per ripristinare tutti i pianeti distrutti e riportare tutti a casa.                                                                                   |                  |         |

## Accoglienza
La serie è stata accolta da reazioni contrastanti da parte del pubblico, il quale ne ha apprezzato l'animazione ben curata, la trama interessante e la musica utilizzata, ma ha fortemente criticato la scarsa durata degli episodi e la lunga attesa tra un episodio e l'altro.
Secondo Alberto Lanzidei di Everyeye.it la serie offre alcuni momenti epici, come il ritorno del Super Saiyan 4 dopo diverso tempo, ma soffre anche di diversi difetti evidenti. Ha criticato la scarsa durata degli episodi che non forniscono spazio a sufficienza per lo svolgersi delle vicende e inoltre sembrano slegati l'uno dall'altro, lasciando in sospeso diverse questioni. L'anime si concentra maggiormente sui protagonisti della vera linea temporale del franchise, quando invece si sarebbe potuto concedere un maggiore rilievo alla Pattuglia Temporale e ai guerrieri Xeno. Hearts, Fu, Cumber e gli altri antagonisti meritavano di essere canonizzati, così da poter narrare al meglio la loro personalità, quando invece viene messa in evidenza solo per la loro potenza, tralasciando così il loro lato narrativo. Il fanservice è uno dei punti forti dell'anime promozionale, ma agli appassionati non viene concesso tempo a sufficienza per godere di questi eventi. Lanzidei ha concluso l'articolo affermando che il ritorno del Super Saiyan 4 o la comparsa di Trunks Super Saiyan God avrebbero meritato interi episodi dedicati.